# Cementerio de Highgate
El cementerio de Highgate es un cementerio histórico ubicado en el distrito de Highgate, al norte de Londres, Inglaterra. Es considerado parte del patrimonio cultural inglés y en el registro de parques y jardines de especial interés histórico en Inglaterra consta con el Grado I.

## Historia

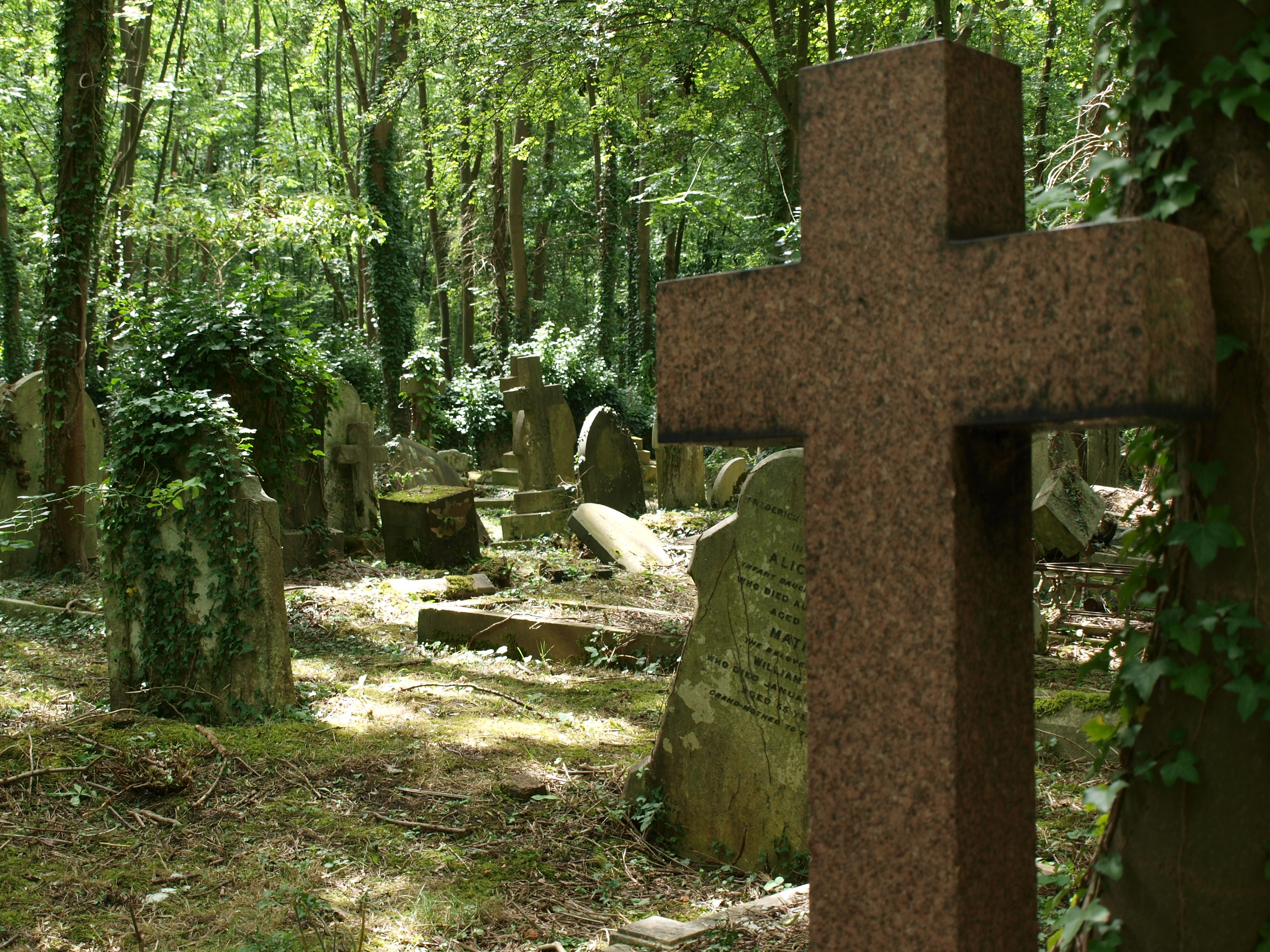
Tumbas en el cementerio de Highgate.

El cementerio fue inaugurado el 20 de mayo de 1839, con el diseño del arquitecto y empresario Stephen Geary, como parte de un plan para dotar a Londres de una serie de siete camposantos privados, los denominados los Siete Magníficos, para que sirvieran de alternativa a los tradicionales cementerios adscritos a las iglesias que no daban abasto para atender decorosamente la creciente demanda.
Después de su inauguración se convirtió en el cementerio de moda y en 1854 fue ampliado, agregándosele la zona situada al este de la zona original, que forma la parte oriental del cementerio en su situación actual, separada de la original por una vía (Swains Lane), pero conectadas ambas por medio de un túnel.
En el siglo XX y sobre todo después de la Segunda Guerra Mundial, el cementerio entró en decadencia; las capillas de estilo Tudor se cerraron en 1956 y en 1975 el lugar estaba en ruinas, situación que motivó la fundación de la Sociedad de amigos del cementerio de Highgate, que desde 1981 lo administra y se ocupa de su mantenimiento. En 1987 el cementerio de Highgate se incluyó por primera vez en el Registro del Patrimonio Inglés de Parques y Jardines de Especial Interés Histórico, y en 2009 se actualizó ese registro elevándolo a la categoría 1.

## Interés cultural y turístico

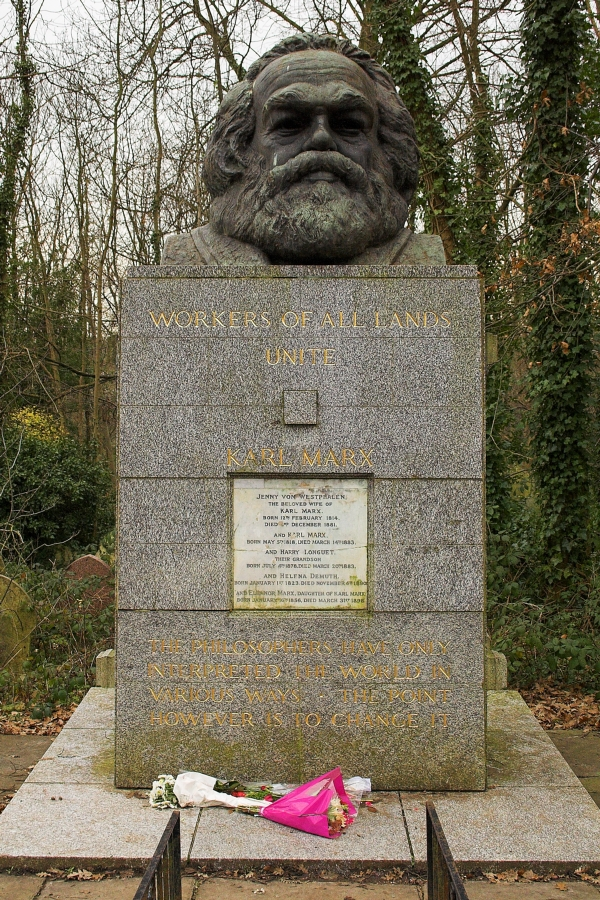
Tumba de Karl Marx en el cementerio de Highgate.

El cementerio se caracteriza en aproximadamente 15 hectáreas por su floresta o zona boscosa, con abundante fauna salvaje, que contrasta con los senderos, avenidas y catacumbas o bóvedas mortuorias, así como con los numerosos mausoleos y tumbas que en su mayoría son un ejemplo del estilo neogótico victoriano con una influencia egipcia, que refleja la moda en boga de la época motivada por las excavaciones y notables hallazgos arqueológicos realizados en Egipto entonces. El conjunto atrae a numerosos turistas, sobre todo la parte occidental y más antigua, también porque muchos mausoleos albergan los restos de personajes famosos como Herbert Spencer   , Karl Marx, Eric Hobsbawm, George Michael, Lucian Freud, George Eliot (Mary Ann Evans), Michael Faraday, Alexander Litvinenko, los padres y hermanos de Charles Dickens, así como otros numerosos artistas y políticos notorios de la época victoriana.
A mediados de la década de 1960, el cementerio fue escenario de una leyenda urbana según la cual el lugar era rondado por un vampiro, lo que motivó la visita de curiosos y vándalos, presuntos cazadores de vampiros y ocultistas.